# Rainer Wieland

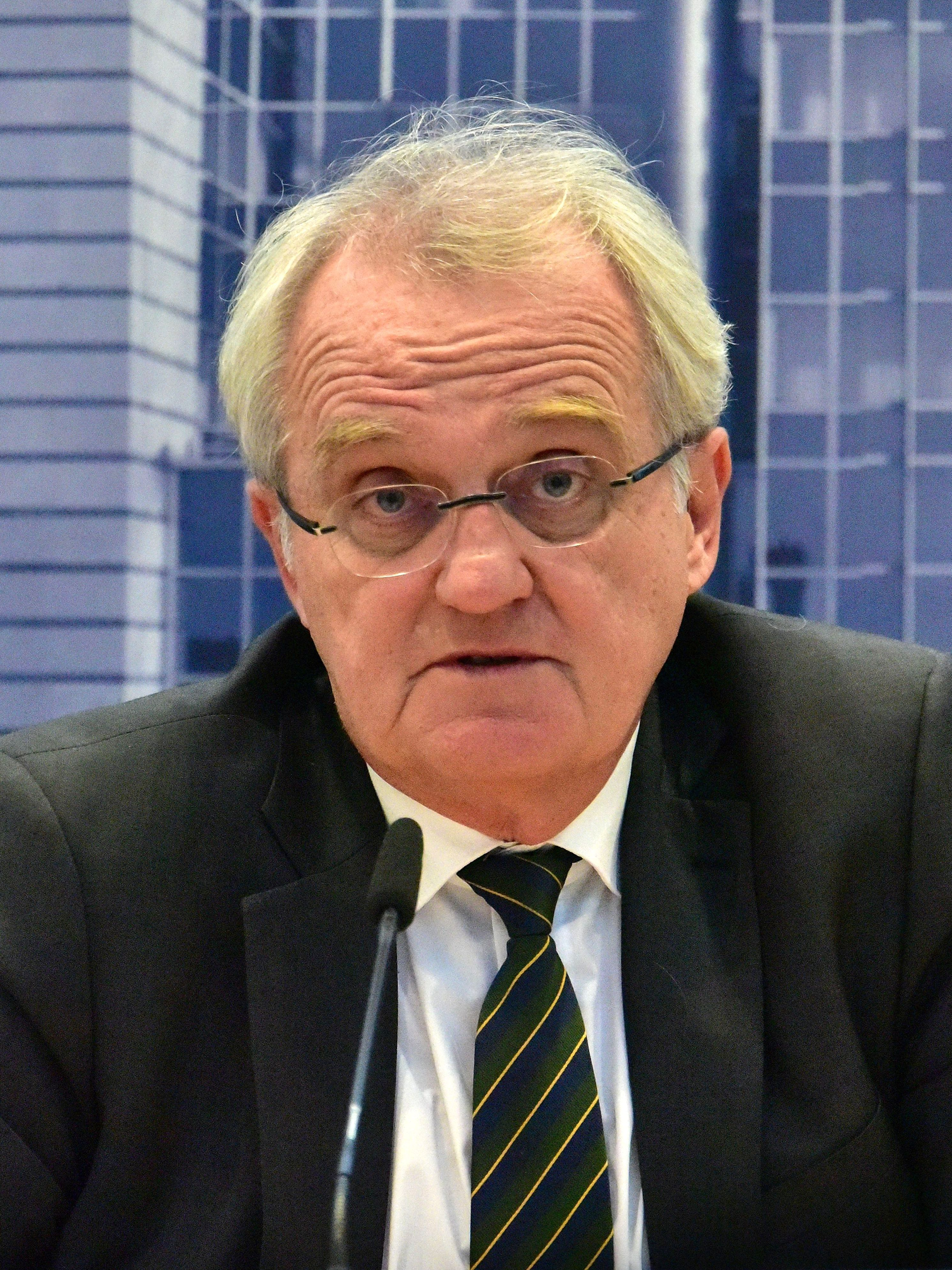
Rainer Wieland MdEP (2018)

Rainer Wieland (* 19. Februar 1957 in Stuttgart) ist ein deutscher Rechtsanwalt und Politiker (CDU). Von 1997 bis 2024 war er Mitglied des Europäischen Parlaments und von 2009 bis 2024 einer seiner Vizepräsidenten. Seit 2024 ist er Vorsitzender des Verbands Region Stuttgart. Seit 2011 ist Wieland Präsident der überparteilichen Europa-Union Deutschland.

## Leben

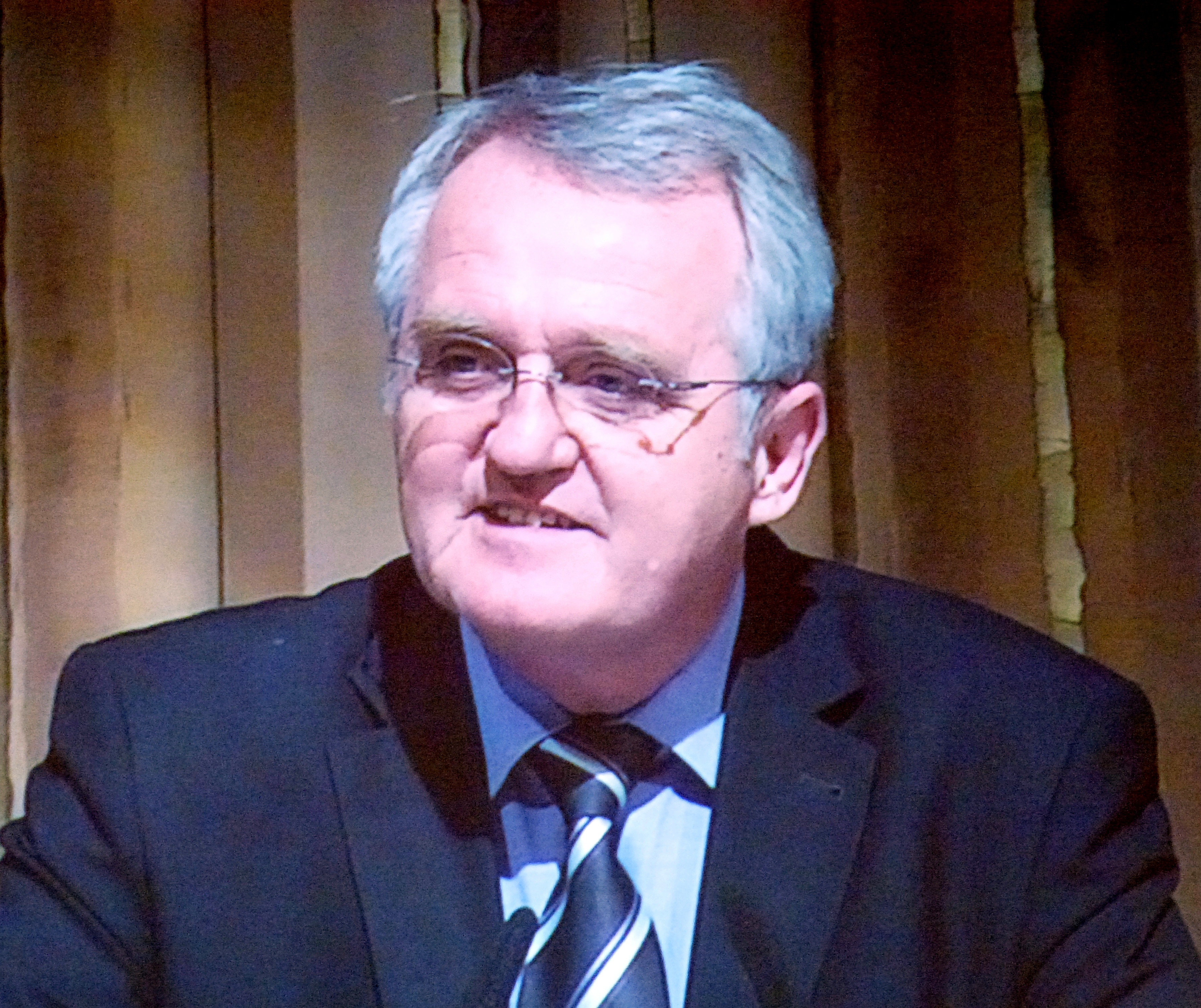
Rainer Wieland (2012)

### Ausbildung
Rainer Wieland studierte Rechtswissenschaften in Tübingen und Heidelberg und absolvierte sein Referendariat in Stuttgart.

### Beruf
Rainer Wieland ist Rechtsanwalt. Er ist seit 1992 Gründungssozius der Anwaltskanzlei „Theumer, Wieland & Weisenburger“ in Stuttgart. Er ist dort zuständig für die Themen Europarecht und Familienrecht.

### Familie
Rainer Wieland ist verheiratet und hat zwei Kinder.

## Politische Laufbahn

### Partei
In der Jungen Union Gerlingen war Wieland von 1975 bis 1980 Ortsvorsitzender. Wieland war von 1981 bis 1983 Vorsitzender der Jungen Union Kreis Ludwigsburg. Von 1985 bis 1988 war er zuerst stellvertretender Bezirksvorsitzender der Jungen Union Nord-Württemberg und von 1990 bis 1992 stellvertretender Landesvorsitzender der Jungen Union Baden-Württemberg.
Mitglied des CDU-Bundesparteiausschusses war Wieland von 1983 bis 1991. Seit 1991 ist er Vorstandsmitglied des CDU-Bezirksverbandes Nord-Württemberg. Im CDU-Kreisverband Ludwigsburg ist er seit 1993 Vorsitzender.
Kommunalpolitisch war Rainer Wieland von 1984 bis 1998 als Mitglied im Gemeinderat der Stadt Gerlingen und von 1994 bis 1998 als Mitglied des Kreistages von Ludwigsburg aktiv. In der Regionalversammlung des Verbandes Region Stuttgart ist er seit 1994 vertreten. Am 18. September 2024 wurde er als Nachfolger von Thomas Bopp zum Vorsitzenden des Verbands Region Stuttgart gewählt.
In der überparteilichen Europa-Union Baden-Württemberg war er ab 2001 bis 2013 Vorsitzender und war als Vertreter der Europa-Union von 2006 bis 2016 Mitglied im ZDF-Fernsehrat. Seit 2011 ist Wieland Präsident der überparteilichen Europa-Union Deutschland. Wieland ist auch Mitglied der überparteilichen Europa-Union Parlamentariergruppe Europäisches Parlament. Von 2008 bis 2011 war Wieland Vizepräsident der Europäischen Bewegung International.

### Abgeordnetentätigkeit
Wieland gehörte von 1997 bis 2024 als Europaabgeordneter der CDU der Fraktion der Europäischen Volkspartei (Christdemokraten) an, der größten Fraktion im Europäischen Parlament. Zuletzt wurde Rainer Wieland im Mai 2019  erneut von Platz 1 der CDU-Landesliste Baden-Württemberg in das Europäische Parlament gewählt.
Wieland betreute als Europaabgeordneter das gesamte Gebiet des Regierungsbezirks Stuttgart und damit die Landeshauptstadt Stuttgart, die Landkreise Böblingen, Esslingen, Göppingen, Heidenheim, Heilbronn, Ludwigsburg, Schwäbisch Hall sowie den Hohenlohekreis, Main-Tauber-Kreis, Ostalbkreis und Rems-Murr-Kreis.
Er war Mitglied im Ausschuss für konstitutionelle Fragen und im Haushaltsausschuss. Wieland war ordentliches Mitglied in der Parlamentarisch-Paritätischen Versammlung des Abkommens zwischen den Staaten Afrikas, des Karibischen Raumes und des Pazifischen Ozeans und der Europäischen Union (AKP-EU). Er war stellvertretendes Mitglied im Petitionsausschuss sowie in der Delegation für die Beziehungen zu Bosnien und Herzegowina und dem Kosovo.
Außerdem war er Vorsitzender der Landesgruppe der CDU-Abgeordneten aus Baden-Württemberg im Europäischen Parlament und Mitglied im Vorstand der EVP-Fraktion.

### Vizepräsident des Europäischen Parlaments
Wieland war von 2009 bis 2024 einer der vierzehn Vizepräsidenten des Europäischen Parlamentes mit spezieller Verantwortung für Gebäude, Haushalt, Verkehr, umweltbewusstes Parlament, politische Parteien auf europäischer Ebene sowie die Beziehungen zu den französischen, belgischen und luxemburgischen Behörden in Fragen den Sitz und die Arbeitsorte des Parlaments betreffend. Er war Vertreter des Parlaments-Präsidenten für Afrika und die AKP-Gruppe (afrikanische, karibische und pazifische Staaten).

## Kritik
Im Januar 2022 geriet Wieland in die Kritik, als bekannt wurde, dass er seinen Arbeitsplatz für knapp 630.000 Euro umbauen ließ, wie aus einer Übersicht der Parlamentsverwaltung hervorgeht. Die Modernisierung soll im Rahmen eines „Ideenlabors“ vorgenommen worden sein, um neue Bürotechnik zu testen. Dafür wurde Wielands Büro verlegt und auf knapp 130 Quadratmeter vergrößert. Das Parlamentspräsidium hatte den Maßnahmen zugestimmt.

## Sonstiges
Während des Studiums wurde er Mitglied der Landsmannschaft Ulmia Tübingen.
Im Rahmen seiner zeitlichen Möglichkeiten engagiert sich Rainer Wieland seit Jahren auf dem Balkan durch Besuche vor Ort und Schüleraustausche mit Schulen in Baden-Württemberg. Er ist bekennender Anhänger des VfB Stuttgart.

## Ehrungen
- 2009: Bundesverdienstkreuz am Bande
- 2018: Ehrenbürger der kosovarischen Stadt Drenas
- 2021: Verdienstorden des Landes Baden-Württemberg[17]